# نيجني نوفغورود (كرة سلة)
نيجني نوفغورود هو فريق كرة سلة روسي تأسس في 2000 يقع في نيجني نوفغورود، روسيا. يلعب في دوري اتحاد في تي بي، الدوري الأوروبي لكرة السلة.

## وصلات خارجية
- الموقع الإلكتروني